# Koert van Mensvoort
Koert van Mensvoort (nascido em 9 de abril de 1974) é um artista, filósofo e cientista holandês, mais conhecido por seu trabalho no conceito filosófico de Próxima Natureza (Next Nature).